# Sulfuryl

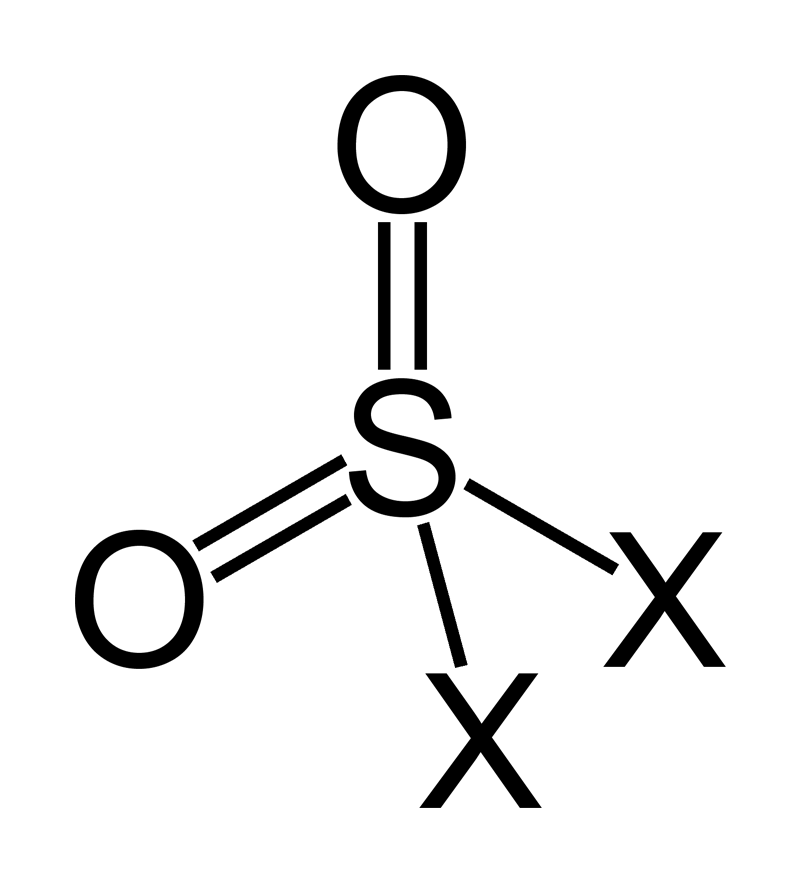
Struktura sulfurylové skupiny

Sulfuryl nebo také sulfurylová skupina je funkční skupina sestávající z atomu síry kovalentně vázaného na dva atomy kyslíku (O2SX2).
Vyskytuje se v řadě sloučenin, z anorganických například v chloridu sulfurylu (SO2Cl2) či fluoridu sulfurylu (SO2F2). V organické chemii se vyskytuje v sulfonech (RSO2R') a sulfonylhalogenidech (RSO2X), kde se označuje jako sulfonylová skupina.